# Condado de Butera
El condado de Butera era un antiguo feudo de Sicilia que existió entre finales del siglo XI y finales del siglo XIV.

## Historia
En abril de 1089 soldados normandos dirigidos por el conde Roger I de Sicilia conquistan la ciudad de Butera, uno de los últimos bastiones de los sarracenos en la isla. Casi inmediatamente la ciudad es elevada a condado por Roger y lo otorga como dote a su yerno Enrique del Vasto, quien se había casado ese mismo año con su hija Flandina de Altavilla.
El condado de Butera fue uno de los principales estados normandos en Sicilia. Bajo los Aleramici -quienes los gobernaron hasta el siglo XII- llegaron al territorio provenientes del norte de Italia, lo que la convirtió más pobladas de Sicilia.
En 1219 el condado fue adquirido por Bernardo de Ócrea y en 1252 es heredado por su hijo Gualtieri, pero ese mismo año Galvano Lancia toma posesión del feudo. A la muerte de este último en 1268, el condado pasa a manos de los reyes de Sicilia.
En 1320 el rey Federico II vende el feudo a Blasco II de Alagón por 100 onzas. Sus descendientes gobiernan Butera hasta 1392 cuando el feudo es confiscada por Martín I en represalia por la rebelión del conde Manfredo de Alagón.

## Condes

### Primer Condado de Butera
- Enrique del Vasto (1089-1137)
- Simón del Vasto (1137-1143)
- Manfredo del Vasto (1143-1193)
- Bartolomé de Luci (1193-1199)
- Guillermo de Malcovenant (1198-1219)
- Bernardo de Ócrea (1219-1252)
- Gualtieri de Ócrea (1252)
- Galvano Lancia (1252-1268)

### Segundo Condado de Butera
- Blasco II de Alagón el Joven (1320-1355)
- Artale de Alagón (1355-1389)
- Manfredo de Alagón (1389-1392)